# Tipula (Vestiplex) cisalpina
Tipula (Vestiplex) cisalpina is een tweevleugelige uit de familie langpootmuggen (Tipulidae). De soort komt voor in het Palearctisch gebied.